# Yussif Chibsah
Yussif Chibsah (30 de dezembro de 1983) é um futebolista profissional ganês que atua como meia.

## Carreira
Yussif Chibsah representou a Seleção Ganesa de Futebol nas Olimpíadas de 2004.